# التاميرا، بارا
التاميرا، بارا هي بلدية في البرازيل، تتبع بارا، بلغ عدد سكانها 109٫938  نسمة، في 2016، تبلغ مساحتها 159٬533٫73 كيلومتر مربع.

## المناخ
يظهر الجدول التالي التغييرات المناخية على مدار السنة لالتاميرا، بارا:
| الشهر                             | يناير       | فبراير      | مارس        | أبريل       | مايو        | يونيو       | يوليو       | أغسطس       | سبتمبر      | أكتوبر      | نوفمبر      | ديسمبر      | المعدل السنوي |
| --------------------------------- | ----------- | ----------- | ----------- | ----------- | ----------- | ----------- | ----------- | ----------- | ----------- | ----------- | ----------- | ----------- | ------------- |
| متوسط درجة الحرارة الكبرى °م (°ف) | 29.7 (85.5) | 29.7 (85.5) | 29.9 (85.8) | 30.2 (86.4) | 30.5 (86.9) | 30.9 (87.6) | 31.6 (88.9) | 32.1 (89.8) | 32.1 (89.8) | 31.7 (89.1) | 31.1 (88.0) | 30.6 (87.1) | 30.8 (87.5)   |
| المتوسط اليومي °م (°ف)            | 25.6 (78.1) | 25.8 (78.4) | 25.9 (78.6) | 26.1 (79.0) | 25.8 (78.4) | 25.7 (78.3) | 26.2 (79.2) | 26.7 (80.1) | 26.9 (80.4) | 26.9 (80.4) | 26.6 (79.9) | 26.2 (79.2) | 26.2 (79.2)   |
| متوسط درجة الحرارة الصغرى °م (°ف) | 21.6 (70.9) | 21.9 (71.4) | 21.9 (71.4) | 22.0 (71.6) | 21.2 (70.2) | 20.6 (69.1) | 20.8 (69.4) | 21.3 (70.3) | 21.7 (71.1) | 22.1 (71.8) | 22.1 (71.8) | 21.6 (70.9) | 21.6 (70.8)   |
| الهطول مم (إنش)                   | 269 (10.6)  | 270 (10.6)  | 330 (13.0)  | 270 (10.6)  | 198 (7.8)   | 114 (4.5)   | 53 (2.1)    | 41 (1.6)    | 34 (1.3)    | 35 (1.4)    | 82 (3.2)    | 148 (5.8)   | 1٬844 (72.5)  |
| المصدر:                           |             |             |             |             |             |             |             |             |             |             |             |             |               |

## أعلام
- ويليان ليرا